# Anna Soehring
Anna Soehring (* 19. August 1923 in Stuttgart; † 2010; geborene Anneliese Pistor, auch Analisa oder Hansi) war eine deutsche Filmregisseurin.

## Leben
Anneliese Pistor verbrachte ihre Kindheit in Südamerika, wo ihr Vater Karl Pistor (1882–1941) als deutscher Diplomat tätig war. Nach dessen Pensionierung Ende 1938 lebte sie in Marquartstein, wo sie 1941 sie Abitur am Gymnasium Landschulheim Marquartstein machte. Dort lernte sie im Hause ihrer Familie den Autor Hans-Jürgen Soehring (1908–1960) kennen, den sie 1949 heiratete. Aus der Ehe gingen zwei Kinder hervor. Sie übersiedelten nach Argentinien, wo Annas Familie ein Haus besaß, und später nach Léopoldville in Belgisch-Kongo, wo Hans-Jürgen Soehring als Diplomat wirkte.
Anna Soehring kehrte nach dem Tod ihres Ehemanns, der im Kongo ertrank, 1960 mit ihren Kindern nach Deutschland zurück, wo sie für die Republik Niger arbeitete. Einige Jahre später begann sie eine Laufbahn als Filmregisseurin. Gemeinsam mit dem nigrischen Regisseur Moustapha Alassane drehte sie den 1974 erschienenen Spielfilm Toula oder Der Geist des Wassers nach einer Vorlage von Boubou Hama. Ab den 1980er Jahren waren in der Sendereihe Länder – Menschen – Abenteuer zwei Dutzend Dokumentarfilme von Anna Soehring zu sehen, die sie unter anderem mehrmals nach Niger führten.

## Filmografie
- 1974: mit Moustapha Alassane: Toula oder Der Geist des Wassers
- 1982: Wer die Fremde erfand, muss blind gewesen sein: Zuhause im anatolischen Dorf
- 1984: Koran, Kanal und Kooperative: Neues und Altes in einem türkischen Dorf
- 1984: Flüsse der Erde – Der Niger (Teil 1): Bei den Bambara und Peulh
- 1984: Flüsse der Erde – Der Niger (Teil 2): Durch das Binnendelta nach Tombouktou
- 1984: Flüsse der Erde – Der Niger (Teil 3): Von der Sahara bis zum Atlantik
- 1985: Akwanshi – Steine der Toten: Leben mit den Ahnen in Ostnigeria
- 1987: Noahs Erbe: Zwischen Ararat und Euphrat
- 1988: Die Ahnen der Inkas (Teil 1): Rätsel um Chavin
- 1988: Die Ahnen der Inkas (Teil 2): Eine Entdeckung aus der Moche-Kultur Perus
- 1990: Zeitreise durch Ecuador (Teil 1): Valdivia und die Andenbahn
- 1990: Zeitreise durch Ecuador (Teil 2): Der Jaguar-Tempel am Sangay
- 1992: Nepal – zwischen Muktinath und Kali Gandaki (Teil 1): Im Tal der hundertundacht Quellen
- 1992: Nepal – zwischen Muktinath und Kali Gandaki (Teil 2): Die Höhlenmenschen von Mustang
- 1994: Was die Steine reden… In den Steppen der Mongolei
- 1994: Altai, Gobi, Changai: Sommer in der Mongolei
- 1996: Die Haussa (Teil 1): Händlervolk in Westafrika
- 1996: Die Haussa (Teil 2): Emirate in Nordnigeria
- 1996: Die Botschaften der Maya: Spurensuche im Regenwald
- 1997: Namibias schöner, karger Süden: Farmen am Rand der Namib
- 1998: Seen der Welt: Im Herzen Afrikas – Der Tschad-See
- 1999: Taiwan (Teil 1): Land der Kontraste
- 1999: Taiwan (Teil 2): Chinesen und Ureinwohner
- 2001: Vom Wüstenwind verweht (Teil 1): Im Aïr-Gebirge
- 2001: Vom Wüstenwind verweht (Teil 2): Durch das Sandmeer der Ténéré

## Schriften
- Filmen in Afrika und andere Geschichten. Hess, Göttingen 2004, ISBN 978-3-933117-30-4.
- Abenteuer Film. Aus den Tagebüchern der Dreharbeiten für die Südwestfunk-Serie „Länder Menschen Abenteuer“. Books on Demand, Norderstedt 2007, ISBN 978-3-8334-8511-4.